# Peter John Morris
Sir Peter John Morris (* 17. April 1934 in Horsham, Victoria, Australien; † 29. Oktober 2022) war ein australisch-britischer Transplantations- und Gefäßchirurg.

## Werdegang
Morris studierte an der University of Melbourne. Er war seit 1974 an der Universität Oxford, zuletzt als Nuffield Professor of Surgery. Inzwischen ist er dort emeritiert. Er war dort Vorstand der Abteilung für Chirurgie und Direktor des Transplantationszentrums.
Er war Direktor des Centre for Evidence in Transplantation des Royal College of Surgeons und der Universität London und Vorstand der British Heart Foundation.
Morris war ein Pionier der Transplantationschirurgie. Er befasste sich mit Abstoßungsreaktionen, gesteuert über den MHC-Komplex (HLA). In diesem Zusammenhang untersuchte er auch die Verteilung des HLA Gens in anthropologischen Untersuchungen im pazifischen Raum.
Er war Fellow der Royal Society. 1996 wurde er als Knight Bachelor geadelt. 2001 bis 2004 war er Präsident des Royal College of Surgeons, dessen Fellow er war, und er war Präsident der internationalen Transplantation Society, der British Transplantation Society, der European Surgical Association und der International Surgical Society. Er war in den USA auswärtiges Mitglied des Institute of Medicine der National Academy of Sciences und der American Philosophical Society. Er war Ehrendoktor des Imperial College und der Universität Hongkong. Er war Ehrenmitglied der American Surgical Association, des American College of Surgeons, der Japanese Surgical Society und des Royal College of Surgeons of Edinburgh.
1997 erhielt er die Lister-Medaille und 2006 den Medawar Prize. 2004 wurde er Companion of the Order of Australia.

## Schriften
- mit Stuart J. Knechtle Kidney Transplantation: Principles and Practice, 6. Auflage, Saunders 2008
- Herausgeber mit William C. Wood Oxford Textbook of Surgery, 2. Auflage, Oxford University Press 2000
- Herausgeber mit Leo C. Ginns, A. Benedict Cosimi Transplantation, Blackwell Science 1999